# 119 Тельца
119 Тельца — звезда в созвездии Тельца. Звезда расположена примерно в 1 800 световых годах от Земли и имеет видимую звёздную величину +4,32. Это одна из самых больших известных звезд, с радиусом в 587—593 раза больше солнечного.

## Характеристики
119 Тельца — красный сверхгигант спектрального класса М2Iab-Ib с температурой поверхности 3801—3820 К. Его масса превышает солнечную примерно в 14 раз. Болометрическая светимость звезды в 66000 раз больше солнечной. Звезда относится к категории полуправильных переменных звёзд, и её яркость изменяется от +4,23 до +4,54 в период 165 дней.